# De witte woede
De witte woede is het 9de album in de stripreeks van W817. Het scenario is geschreven door Hec Leemans en het album is getekend door Luc Van Asten en Wim Swerts. De strip werd in 2005 uitgegeven door Standaard Uitgeverij.

## Het verhaal
Akke maakt zich grote zorgen over de opwarming van het klimaat. Hij ligt er wakker van dat de polen smelten en de gletsjers verdwijnen. Hij is dan ook vastbesloten om er iets aan te doen. Dag en nacht werkt hij verder aan zijn computermodellen. Hij bouwt een mysterieuze antenne, die hij in gevaarlijke omstandigheden op het dak installeert. Zijn doel is duidelijk: af en toe een sneeuwbuitje veroorzaken om de globale opwarming tegen te gaan. Als men kunstmatig regen kan veroorzaken, waarom dan ook geen sneeuw? Maar op een dag blijft het sneeuwen ...

## Hoofdpersonages
- Jasmijn De Ridder
- Akke Impens
- Zoë Zonderland
- Carlo Stadeus
- Birgit Baukens
- Tom Derijcke
- Steve Mertens